# Čeka
Čeka ("črezvičajnaja komissija" – Izvanredno povjerenstvo) je naziv za tajnu policiju u vrijeme uspostave Sovjetskog Saveza. 
Čeku je osnovao Vladimir Lenjin dekretom iz prosinca 1917. Za prvog ravnatelja je postavljen Feliks Dzeržinski. Čeka je bila glavno oružje u borbi protiv stvarnih i izmišljenih političkih protivnika Lenjinove politike. Čeka je pogubila između 100 i 250 tisuća ljudi iz svih slojeva ruskog društva aristokrata, radnika, seljaka, umjetnika itd. Čeka se transformirala 1922.u novu tajnu službu GPU.
Sjedište Čeke bilo je u Lubjanki.